# Joost Balbian

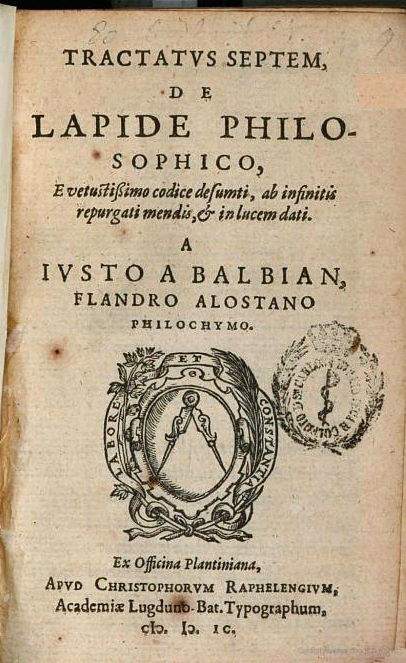
Tractatus Septem de lapide philosophico, 1599

Joost Balbian, auch Justus, Joos oder Jodocus, auch van Balbian, (* 10. August 1543 in Aalst; † 2. Mai 1616 in Gouda) war ein niederländischer Arzt und Alchemist.
Er war der Sohn eines Geldwechslers aus Piemont, wuchs in Aalst und Gent auf, studierte Jura in Heidelberg und Orléans und Medizin in Italien, wo er in Padua promovierte. 1569 heiratete er Josina Fouasse in Gent, mit der er acht Kinder hatte. Er trat zum Calvinismus über und kommandierte in Gent 1577 bis 1584 eine Kompanie gegen die Spanier. Nach der Einnahme von Gent war er ein Jahr eingesperrt und zog dann nach Delft. Seine Frau starb dort 1588, und 1596 heiratete er erneut in Dordrecht Janneke Claes Vinkendr, mit der er acht Kinder hatte und nach der Heirat nach Gouda zog. 1611 wurde er Stadtarzt, und 1612 erhielt er das Bürgerrecht in Gouda.
Er gab ein Buch mit Sammlungen alchemistischer Schriften heraus und war selbst ein eifriger Sammler alchemistischer Literatur (ein von ihm aufgestellter Buchkatalog befindet sich in der British Library). Als Jodocus Greverus veröffentlichte er Sprüche eines Philosophen Alanus über den Stein der Weisen. Beide Werke sind im Theatrum Chemicum nachgedruckt.

## Schriften
- Tractatus septem de lapide philosophico. Leiden 1599
- Jodoci Greveri Secretum et Alani Philisophi Dicta De Lapide Philosophico. Leiden 1599
- Nova ratio praxeos medicinae. Libri III, 1600